# Австралия на «Евровидении-2015»
Австралия приняла участие в конкурсе песни «Евровидение-2015», проходившем в Вене, Австрия. Благодаря своим культурным и политическим связям с европейскими странами «Евровидение» транслировалось в Австралии общественной телекомпанией «Special Broadcasting Service» (SBS) на протяжении более тридцати лет. В честь 60-го проведения конкурса и в знак признания его популярности в Австралии 10 февраля 2015 года было объявлено, что страна приглашена для участия в конкурсе 2015 года в качестве участника. Австралийцы участвовали и даже выигрывали «Евровидение» в качестве представителей других стран. В 2015 году австралийская певица-сопрано армянского происхождения Мэри-Джин О’Доэрти участвовала в конкурсе песни «Евровидение-2015» в составе группы «Genealogy», представлявшей Армению.
В марте 2015 года телекомпания «SBS» объявила, что Австралию на конкурсе представит австралийский певец Гай Себастьян с песней «Tonight Again», написанной им самим, Дэвидом Райаном Харрисом и Луисом Шурлом. Наряду с Австрией, Францией, Германией, Италией, Испанией и Великобританией, Австралия автоматически прошла в финал конкурса. Европейский вещательный союз (ЕВС) рассмотрел возможность аналогичного приглашения для других стран на следующие конкурсы. В мае 2015 года было объявлено, что Австралия может стать полноценной страной-участницей конкурса. В ноябре 2015 года EBU объявил, что Австралия вернётся в 2016 году.
В финале «Евровидения-2015», состоявшегося 23 мая, Австралия заняла пятое место с 196 баллами. Члены жюри из Швеции, Австрии, Норвегии, Великобритании, Дании, Исландии, Венгрии, Швейцарии, Нидерландов, Польши и Сан-Марино поместили Австралию в тройку лидеров, из которых страна-хозяйка Австрия и страна-победитель конкурса Швеция присвоили Австралии максимальное количество баллов — 12.

## История
До конкурса 2015 года австралийская телекомпания «Special Broadcasting Service» (SBS) более 30 лет транслировала конкурс песни «Евровидение», и за эти годы популярность конкурса росла — в первую очередь, благодаря политическим и культурным связям страны с Европой. Признание конкурса в Австралии было отмечено на самом мероприятии — на конкурсе песни «Евровидение-2014» организаторы решили отдать дань уважения австралийской культуре и дали разрешение австралийской певице Джессика Маубой выступить как интервал-акт во втором полуфинале. Австралийские исполнители ранее участвовали в самом конкурсе, но представляли другие страны — например, Оливия Ньютон-Джон (Евровидение-1974 — Великобритания), двукратный победитель конкурса Джонни Логан (Евровидение-1980 и Евровидение-1987 — Ирландия), Джина Мари Гардинер (Евровидение-1996 — Великобритания) и Джейн Комерфорд в качестве солистки группы «Texas Lightning» (2006 — Германия).
10 февраля 2015 года ЕВС объявил, что Австралия была приглашена на конкурс как его участник.

## Подготовка

### Внутренний отбор
На пресс-конференции, состоявшейся в Сиднейском оперном театре 5 марта 2015 года, было объявлено, что австралийская общественная телекомпания SBS выбрала Гая Себастьяна в качестве представителя Австралии на конкурсе «Евровидение-2015». Песня Себастьяна «Tonight Again» была официально представлена «SBS» 16 марта и носила название «Tonight Again».
Себастьян был не единственным австралийцем, участвовавшим в конкурсе 2015 года: австралийская певица-сопрано Мэри-Джин О’Доэрти участвовала в качестве солистки группы «Genealogy», представлявшей Армению, состоящую в основном из армянской диаспоры. Песня представительницы России Полины Гагариной была написана в соавторстве с австралийкой Катриной Нурберген, которая впоследствии стала бэк-вокалисткой Гагариной на конкурсе.

## Евровидение

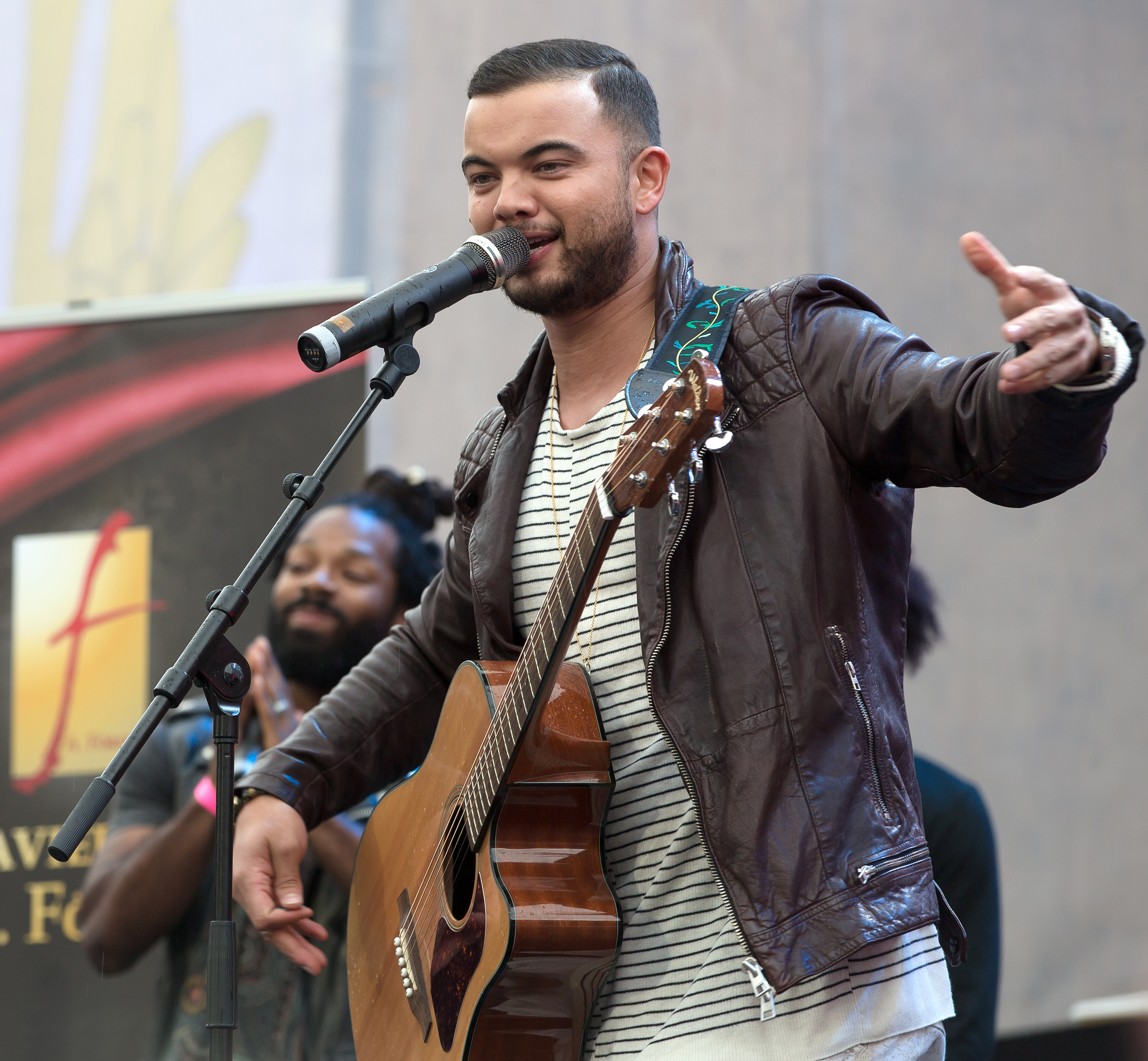
Гай Себастьян поёт в Вене

Согласно правилам «Евровидения», все страны, за исключением страны-хозяйки и «Большой пятёрки», состоящей из Великобритании, Германии, Испании, Италии и Франции, должны принять участие в одном из двух полуфиналов для того, чтобы пройти в финал, в который проходит десятка лучших соответствующего полуфинала. В связи с особыми обстоятельствами, связанными с дебютом Австралии, и «чтобы не снижать шансы» участников полуфинала, организаторы конкурса разрешили Австралии напрямую участвовать в финале 23 мая 2015 года без предварительной квалификации. Это увеличило количество участников финала до 27. Также Австралии было разрешено голосовать как в полуфинале, так и в финале.
В Австралии и полуфиналы, и финал транслировались в прямом эфире на телеканале «SBS One», что позволило стране принять участие в голосовании. Комментаторами от Австралии были выбраны Джулия Земиро и Сэм Пэнг, а объявляла голоса австралийского жюри местная журналистка Ли Лин Чин.
Согласно рейтингу телезрителей «OzTAM» для столичных рынков: первый полуфинал посмотрело 75.000 зрителей в прямом эфире 20 мая и 500.000 зрителей посмотрели повтор 22 мая; второй полуфинал смотрели 61.000 зрителей в прямом эфире 22 мая и 639 000 зрителей смотрели повтор 23 мая. Финал транслировался в прямом эфире 24 мая, который посмотрело 263.000 зрителей, в то время как повтор трансляции — 592 000 зрителей.

### Финал

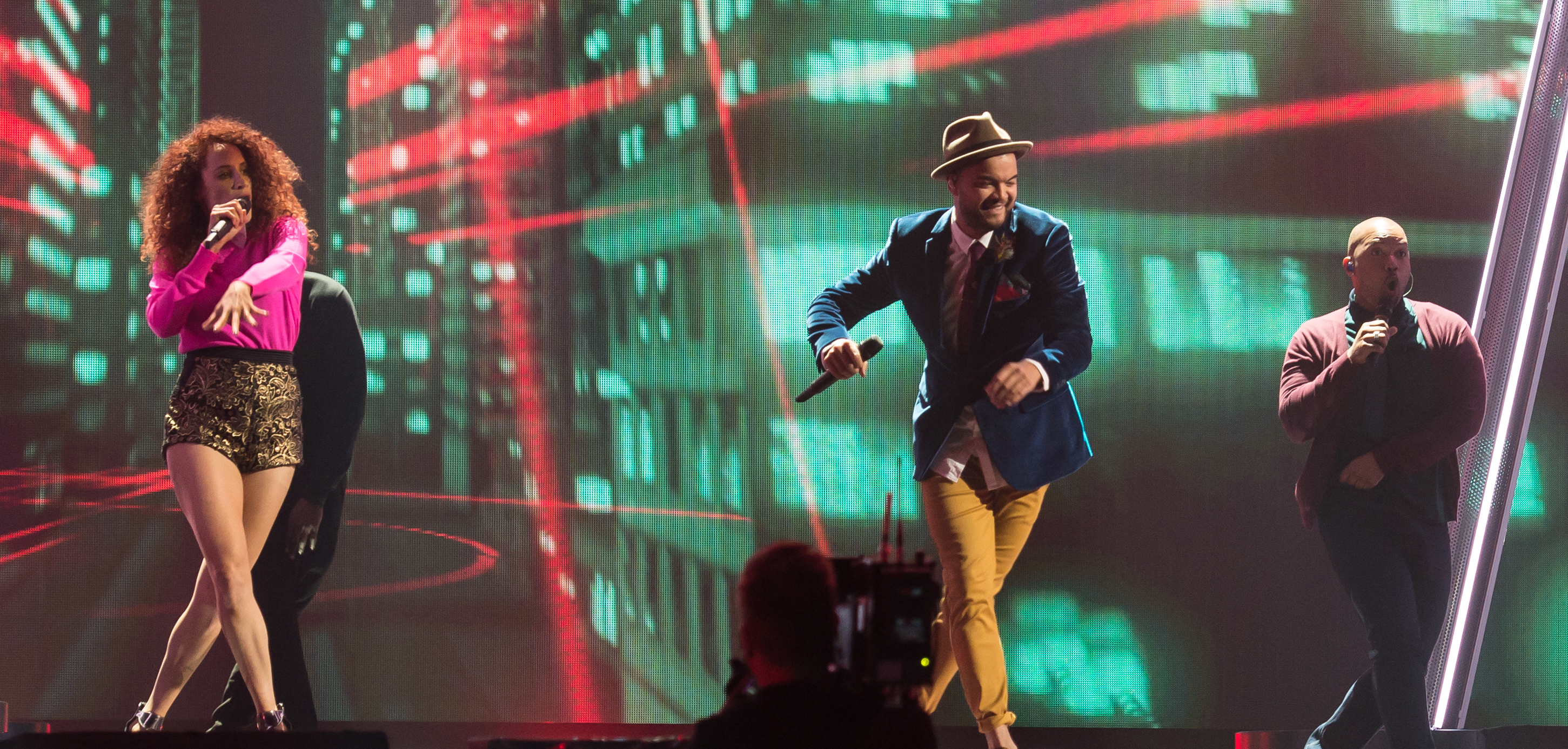
Гай Себастьян выступает на генеральной репетиции

Гай Себастьян принял участие в технических репетициях 17 и 20 мая, за которыми последовали генеральные репетиции, состоявшиеся 22 и 23 мая. После технической репетиции, прошедшей 20 мая, страны «большой пятерки», страна-хозяйка Австрия и Австралия провели пресс-конференцию. В рамках этой пресс-конференции артисты приняли участие в жеребьёвке, чтобы определить, в какой половине финала они будут выступать — Австралия была выбрана для участия в первой половине шоу. По завершении второго полуфинала, продюсеры конкурса определились с порядковыми номерами участников финала, который распределялся уже самими продюсерами. Таким образом, Австралии достался двенадцатый номер.
В сценическом номере Австралии, помимо самого Гая, участие принимали четыре бэк-вокалиста — Кармен Смит, Аарон Марселлус, Брэндон Винбуш и Девин Майкл, которые также выполняли хореографические движения. Одной из главных его особенностей были шесть гигантских подсвеченных сценических опор, из которых в конце выступления выбрасывались пиротехнические фейерверки. Атмосфера сцены и освещение представляли собой красные, оранжевые, синие и жёлтые прожекторы вместе с фоновыми светодиодными экранами, отображающими движущиеся дороги и ночной городской пейзаж.
По итогам голосования Австралия заняла пятое место с 196 баллами. Страна получила максимальное количество баллов, а именно — 12, от Австрии и Швеции. Предполагалось, что участие Австралии в «Евровидении» будет разовым; однако, если бы Австралия выиграла на конкурсе, она могла бы участвовать в «Евровидении-2016», но его бы провёл один из активных членов ЕВС в европейском городе-организаторе.

### Голосование
Голосование во время полуфиналов и финала состояло из 50% результатов телеголосования и 50% голосования жюри, состоявшего из пяти профессионалов музыкальной индустрии, которые были гражданами представляющей страны. Жюри было предложено оценить каждого конкурсанта на основе вокальных способностей, сценического исполнения, композиции, оригинальности песни и общего впечатления от акта. Кроме того, ни один член национального жюри не может быть связан каким-либо образом с каким-либо из конкурирующих участников, чтобы он не мог голосовать беспристрастно и независимо. Оценки каждого члена жюри каждой страны публикуются после финала.
После публикации результатов и завершения конкурса выяснилось, что Австралия заняла шестое место со 132 баллами по результатам телеголосования и четвёртое с 224 баллами по результатам голосования жюри.
Ниже приводится разбивка баллов, присуждённых и присуждаемых Австралией как в полуфинале, так и финале конкурса, а также распределение голосов жюри и телеголосования двух полуфиналов и финала.

#### Баллы, присуждённые Австралии
| 12 баллов                                          | 10 баллов                            | 8 баллов                                                                    | 7 баллов                       | 6 баллов                     |
| -------------------------------------------------- | ------------------------------------ | --------------------------------------------------------------------------- | ------------------------------ | ---------------------------- |
| - Австрия - Швеция                                 | - Норвегия - Великобритания          | - Дания - Венгрия - Исландия - Нидерланды - Польша - Сан-Марино - Швейцария | - Германия - Израиль - Испания | - Беларусь - Италия - Мальта |
| 5 баллов                                           | 4 балла                              | 3 балла                                                                     | 2 балла                        | 1 балл                       |
| - Эстония - Финляндия - Греция - Ирландия - Латвия | - Бельгия - Кипр - Молдавия - Россия | - Албания - Литва - Сербия                                                  | - Франция - Румыния - Словения | - Армения                    |

#### Баллы, присуждаемые Австралией
| Первый полуфинал | Первый полуфинал   |
| ---------------- | ------------------ |
| 12 баллов        | Сербия             |
| 10 баллов        | Россия             |
| 8 баллов         | Бельгия            |
| 7 баллов         | Грузия             |
| 6 баллов         | Греция             |
| 5 баллов         | Эстония            |
| 4 балла          | Дания              |
| 3 балла          | Северная Македония |
| 2 балла          | Венгрия            |
| 1 балл           | Румыния            |

| Второй полуфинал | Второй полуфинал |
| ---------------- | ---------------- |
| 12 баллов        | Швеция           |
| 10 баллов        | Латвия           |
| 8 баллов         | Норвегия         |
| 7 баллов         | Израиль          |
| 6 баллов         | Кипр             |
| 5 баллов         | Словения         |
| 4 балла          | Литва            |
| 3 балла          | Мальта           |
| 2 балла          | Азербайджан      |
| 1 балл           | Польша           |

| Финал     | Финал    |
| --------- | -------- |
| 12 баллов | Швеция   |
| 10 баллов | Россия   |
| 8 баллов  | Италия   |
| 7 баллов  | Латвия   |
| 6 баллов  | Бельгия  |
| 5 баллов  | Сербия   |
| 4 балла   | Норвегия |
| 3 балла   | Эстония  |
| 2 балла   | Израиль  |
| 1 балл    | Грузия   |

#### Разделение результатов голосования
Следующие пять людей вошли в состав австралийского жюри:
- Аманда Пэлман
- Ричард Вилкинс
- Даниэль Спенсер
- Эш Лондон
- Джейк Стоун

| Разделение результатов голосования Австралии (Первый полуфинал) | Разделение результатов голосования Австралии (Первый полуфинал) | Разделение результатов голосования Австралии (Первый полуфинал) | Разделение результатов голосования Австралии (Первый полуфинал) | Разделение результатов голосования Австралии (Первый полуфинал) | Разделение результатов голосования Австралии (Первый полуфинал) | Разделение результатов голосования Австралии (Первый полуфинал) | Разделение результатов голосования Австралии (Первый полуфинал) | Разделение результатов голосования Австралии (Первый полуфинал) | Разделение результатов голосования Австралии (Первый полуфинал) | Разделение результатов голосования Австралии (Первый полуфинал) |
| №                                                               | Страна                                                          | Аманда Пэлман                                                   | Ричард Вилкинс                                                  | Даниэль Спенсер                                                 | Эш Лондон                                                       | Джейк Стоун                                                     | Средний ранг жюри                                               | Ранг теле-голосования                                           | Комбинированный ранг                                            | Таблица голосования (баллы)                                     |
| --------------------------------------------------------------- | --------------------------------------------------------------- | --------------------------------------------------------------- | --------------------------------------------------------------- | --------------------------------------------------------------- | --------------------------------------------------------------- | --------------------------------------------------------------- | --------------------------------------------------------------- | --------------------------------------------------------------- | --------------------------------------------------------------- | --------------------------------------------------------------- |
| 01                                                              | Молдавия                                                        | 14                                                              | 10                                                              | 11                                                              | 16                                                              | 14                                                              | 15                                                              | 11                                                              | 13                                                              |                                                                 |
| 02                                                              | Армения                                                         | 13                                                              | 15                                                              | 14                                                              | 15                                                              | 16                                                              | 16                                                              | 12                                                              | 14                                                              |                                                                 |
| 03                                                              | Бельгия                                                         | 16                                                              | 13                                                              | 1                                                               | 3                                                               | 2                                                               | 6                                                               | 2                                                               | 3                                                               | 8                                                               |
| 04                                                              | Нидерланды                                                      | 11                                                              | 6                                                               | 6                                                               | 7                                                               | 6                                                               | 7                                                               | 15                                                              | 12                                                              |                                                                 |
| 05                                                              | Финляндия                                                       | 10                                                              | 14                                                              | 16                                                              | 9                                                               | 7                                                               | 12                                                              | 9                                                               | 11                                                              |                                                                 |
| 06                                                              | Греция                                                          | 9                                                               | 3                                                               | 5                                                               | 5                                                               | 8                                                               | 5                                                               | 6                                                               | 5                                                               | 6                                                               |
| 07                                                              | Эстония                                                         | 12                                                              | 5                                                               | 12                                                              | 10                                                              | 9                                                               | 10                                                              | 3                                                               | 6                                                               | 5                                                               |
| 08                                                              | Северная Македония                                              | 4                                                               | 16                                                              | 9                                                               | 13                                                              | 12                                                              | 11                                                              | 5                                                               | 8                                                               | 3                                                               |
| 09                                                              | Сербия                                                          | 2                                                               | 2                                                               | 13                                                              | 2                                                               | 4                                                               | 3                                                               | 1                                                               | 1                                                               | 12                                                              |
| 10                                                              | Венгрия                                                         | 3                                                               | 9                                                               | 4                                                               | 6                                                               | 5                                                               | 4                                                               | 13                                                              | 9                                                               | 2                                                               |
| 11                                                              | Беларусь                                                        | 15                                                              | 12                                                              | 10                                                              | 14                                                              | 13                                                              | 14                                                              | 14                                                              | 15                                                              |                                                                 |
| 12                                                              | Россия                                                          | 1                                                               | 1                                                               | 2                                                               | 1                                                               | 1                                                               | 1                                                               | 4                                                               | 2                                                               | 10                                                              |
| 13                                                              | Дания                                                           | 7                                                               | 4                                                               | 8                                                               | 11                                                              | 10                                                              | 8                                                               | 7                                                               | 7                                                               | 4                                                               |
| 14                                                              | Албания                                                         | 6                                                               | 11                                                              | 15                                                              | 12                                                              | 15                                                              | 13                                                              | 16                                                              | 16                                                              |                                                                 |
| 15                                                              | Румыния                                                         | 8                                                               | 8                                                               | 7                                                               | 8                                                               | 11                                                              | 9                                                               | 10                                                              | 10                                                              | 1                                                               |
| 16                                                              | Грузия                                                          | 5                                                               | 7                                                               | 3                                                               | 4                                                               | 3                                                               | 2                                                               | 8                                                               | 4                                                               | 7                                                               |

| Разделение результатов голосования Австралии (Второй полуфинал) | Разделение результатов голосования Австралии (Второй полуфинал) | Разделение результатов голосования Австралии (Второй полуфинал) | Разделение результатов голосования Австралии (Второй полуфинал) | Разделение результатов голосования Австралии (Второй полуфинал) | Разделение результатов голосования Австралии (Второй полуфинал) | Разделение результатов голосования Австралии (Второй полуфинал) | Разделение результатов голосования Австралии (Второй полуфинал) | Разделение результатов голосования Австралии (Второй полуфинал) | Разделение результатов голосования Австралии (Второй полуфинал) | Разделение результатов голосования Австралии (Второй полуфинал) |
| №                                                               | Страна                                                          | Аманда Пэлман                                                   | Ричард Вилкинс                                                  | Даниэль Спенсер                                                 | Эш Лондон                                                       | Джейк Стоун                                                     | Средний ранг жюри                                               | Ранг теле-голосования                                           | Комбинированный ранг                                            | Таблица голосования (баллы)                                     |
| --------------------------------------------------------------- | --------------------------------------------------------------- | --------------------------------------------------------------- | --------------------------------------------------------------- | --------------------------------------------------------------- | --------------------------------------------------------------- | --------------------------------------------------------------- | --------------------------------------------------------------- | --------------------------------------------------------------- | --------------------------------------------------------------- | --------------------------------------------------------------- |
| 01                                                              | Литва                                                           | 7                                                               | 14                                                              | 15                                                              | 6                                                               | 9                                                               | 9                                                               | 7                                                               | 7                                                               | 4                                                               |
| 02                                                              | Ирландия                                                        | 6                                                               | 2                                                               | 5                                                               | 9                                                               | 15                                                              | 6                                                               | 13                                                              | 11                                                              |                                                                 |
| 03                                                              | Сан-Марино                                                      | 17                                                              | 16                                                              | 17                                                              | 17                                                              | 16                                                              | 17                                                              | 17                                                              | 17                                                              |                                                                 |
| 04                                                              | Черногория                                                      | 16                                                              | 15                                                              | 9                                                               | 8                                                               | 8                                                               | 11                                                              | 11                                                              | 12                                                              |                                                                 |
| 05                                                              | Мальта                                                          | 13                                                              | 10                                                              | 14                                                              | 11                                                              | 10                                                              | 13                                                              | 4                                                               | 8                                                               | 3                                                               |
| 06                                                              | Норвегия                                                        | 9                                                               | 3                                                               | 1                                                               | 2                                                               | 3                                                               | 2                                                               | 5                                                               | 3                                                               | 8                                                               |
| 07                                                              | Португалия                                                      | 14                                                              | 12                                                              | 12                                                              | 12                                                              | 7                                                               | 12                                                              | 12                                                              | 14                                                              |                                                                 |
| 08                                                              | Чехия                                                           | 15                                                              | 13                                                              | 7                                                               | 10                                                              | 17                                                              | 15                                                              | 15                                                              | 15                                                              |                                                                 |
| 09                                                              | Израиль                                                         | 3                                                               | 17                                                              | 8                                                               | 5                                                               | 5                                                               | 7                                                               | 2                                                               | 4                                                               | 7                                                               |
| 10                                                              | Латвия                                                          | 10                                                              | 4                                                               | 2                                                               | 4                                                               | 2                                                               | 4                                                               | 3                                                               | 2                                                               | 10                                                              |
| 11                                                              | Азербайджан                                                     | 4                                                               | 6                                                               | 4                                                               | 3                                                               | 4                                                               | 3                                                               | 14                                                              | 9                                                               | 2                                                               |
| 12                                                              | Исландия                                                        | 5                                                               | 9                                                               | 16                                                              | 16                                                              | 14                                                              | 14                                                              | 10                                                              | 13                                                              |                                                                 |
| 13                                                              | Швеция                                                          | 1                                                               | 1                                                               | 3                                                               | 1                                                               | 1                                                               | 1                                                               | 1                                                               | 1                                                               | 12                                                              |
| 14                                                              | Швейцария                                                       | 11                                                              | 11                                                              | 13                                                              | 15                                                              | 13                                                              | 16                                                              | 16                                                              | 16                                                              |                                                                 |
| 15                                                              | Кипр                                                            | 2                                                               | 8                                                               | 6                                                               | 7                                                               | 6                                                               | 5                                                               | 8                                                               | 5                                                               | 6                                                               |
| 16                                                              | Словения                                                        | 8                                                               | 7                                                               | 10                                                              | 13                                                              | 12                                                              | 8                                                               | 6                                                               | 6                                                               | 5                                                               |
| 17                                                              | Польша                                                          | 12                                                              | 5                                                               | 11                                                              | 14                                                              | 11                                                              | 10                                                              | 9                                                               | 10                                                              | 1                                                               |

| Разделение результатов голосования Австралии (финал) | Разделение результатов голосования Австралии (финал) | Разделение результатов голосования Австралии (финал) | Разделение результатов голосования Австралии (финал) | Разделение результатов голосования Австралии (финал) | Разделение результатов голосования Австралии (финал) | Разделение результатов голосования Австралии (финал) | Разделение результатов голосования Австралии (финал) | Разделение результатов голосования Австралии (финал) | Разделение результатов голосования Австралии (финал) | Разделение результатов голосования Австралии (финал) |
| №                                                    | Страна                                               | Аманда Пэлман                                        | Ричард Вилкинс                                       | Даниэль Спенсер                                      | Эш Лондон                                            | Джейк Стоун                                          | Средний ранг жюри                                    | Ранг теле-голосования                                | Комбинированный ранг                                 | Таблица голосования (Баллы)                          |
| ---------------------------------------------------- | ---------------------------------------------------- | ---------------------------------------------------- | ---------------------------------------------------- | ---------------------------------------------------- | ---------------------------------------------------- | ---------------------------------------------------- | ---------------------------------------------------- | ---------------------------------------------------- | ---------------------------------------------------- | ---------------------------------------------------- |
| 01                                                   | Словения                                             | 20                                                   | 13                                                   | 26                                                   | 26                                                   | 26                                                   | 24                                                   | 19                                                   | 22                                                   |                                                      |
| 02                                                   | Франция                                              | 18                                                   | 12                                                   | 20                                                   | 14                                                   | 17                                                   | 21                                                   | 24                                                   | 24                                                   |                                                      |
| 03                                                   | Израиль                                              | 8                                                    | 25                                                   | 9                                                    | 9                                                    | 14                                                   | 11                                                   | 8                                                    | 9                                                    | 2                                                    |
| 04                                                   | Эстония                                              | 16                                                   | 16                                                   | 19                                                   | 10                                                   | 10                                                   | 13                                                   | 6                                                    | 8                                                    | 3                                                    |
| 05                                                   | Великобритания                                       | 4                                                    | 23                                                   | 8                                                    | 19                                                   | 25                                                   | 18                                                   | 9                                                    | 11                                                   |                                                      |
| 06                                                   | Армения                                              | 19                                                   | 24                                                   | 25                                                   | 22                                                   | 24                                                   | 26                                                   | 13                                                   | 21                                                   |                                                      |
| 07                                                   | Литва                                                | 17                                                   | 21                                                   | 21                                                   | 11                                                   | 9                                                    | 17                                                   | 12                                                   | 13                                                   |                                                      |
| 08                                                   | Сербия                                               | 13                                                   | 4                                                    | 22                                                   | 4                                                    | 8                                                    | 9                                                    | 3                                                    | 6                                                    | 5                                                    |
| 09                                                   | Норвегия                                             | 7                                                    | 7                                                    | 4                                                    | 6                                                    | 3                                                    | 3                                                    | 10                                                   | 7                                                    | 4                                                    |
| 10                                                   | Швеция                                               | 2                                                    | 3                                                    | 3                                                    | 1                                                    | 2                                                    | 2                                                    | 1                                                    | 1                                                    | 12                                                   |
| 11                                                   | Кипр                                                 | 3                                                    | 6                                                    | 17                                                   | 18                                                   | 12                                                   | 10                                                   | 17                                                   | 12                                                   |                                                      |
| 12                                                   | Австралия                                            |                                                      |                                                      |                                                      |                                                      |                                                      |                                                      |                                                      |                                                      |                                                      |
| 13                                                   | Бельгия                                              | 24                                                   | 18                                                   | 2                                                    | 2                                                    | 4                                                    | 8                                                    | 2                                                    | 5                                                    | 6                                                    |
| 14                                                   | Австрия                                              | 5                                                    | 17                                                   | 15                                                   | 20                                                   | 21                                                   | 15                                                   | 20                                                   | 19                                                   |                                                      |
| 15                                                   | Греция                                               | 22                                                   | 9                                                    | 16                                                   | 17                                                   | 15                                                   | 20                                                   | 11                                                   | 15                                                   |                                                      |
| 16                                                   | Черногория                                           | 26                                                   | 19                                                   | 18                                                   | 25                                                   | 23                                                   | 25                                                   | 21                                                   | 25                                                   |                                                      |
| 17                                                   | Германия                                             | 12                                                   | 8                                                    | 14                                                   | 24                                                   | 11                                                   | 12                                                   | 18                                                   | 14                                                   |                                                      |
| 18                                                   | Польша                                               | 25                                                   | 11                                                   | 24                                                   | 23                                                   | 22                                                   | 22                                                   | 23                                                   | 23                                                   |                                                      |
| 19                                                   | Латвия                                               | 15                                                   | 5                                                    | 5                                                    | 7                                                    | 5                                                    | 4                                                    | 5                                                    | 4                                                    | 7                                                    |
| 20                                                   | Румыния                                              | 23                                                   | 15                                                   | 10                                                   | 12                                                   | 19                                                   | 19                                                   | 14                                                   | 18                                                   |                                                      |
| 21                                                   | Испания                                              | 14                                                   | 20                                                   | 11                                                   | 13                                                   | 20                                                   | 16                                                   | 16                                                   | 16                                                   |                                                      |
| 22                                                   | Венгрия                                              | 10                                                   | 22                                                   | 12                                                   | 15                                                   | 16                                                   | 14                                                   | 22                                                   | 20                                                   |                                                      |
| 23                                                   | Грузия                                               | 9                                                    | 10                                                   | 7                                                    | 16                                                   | 6                                                    | 7                                                    | 15                                                   | 10                                                   | 1                                                    |
| 24                                                   | Азербайджан                                          | 6                                                    | 14                                                   | 13                                                   | 8                                                    | 7                                                    | 6                                                    | 26                                                   | 17                                                   |                                                      |
| 25                                                   | Россия                                               | 1                                                    | 1                                                    | 1                                                    | 3                                                    | 1                                                    | 1                                                    | 7                                                    | 2                                                    | 10                                                   |
| 26                                                   | Албания                                              | 21                                                   | 26                                                   | 23                                                   | 21                                                   | 18                                                   | 23                                                   | 25                                                   | 26                                                   |                                                      |
| 27                                                   | Италия                                               | 11                                                   | 2                                                    | 6                                                    | 5                                                    | 13                                                   | 5                                                    | 4                                                    | 3                                                    | 8                                                    |